# Astragalus zemeraniensis
Astragalus zemeraniensis är en ärtväxtart som beskrevs av Alexander Eig. Astragalus zemeraniensis ingår i släktet vedlar, och familjen ärtväxter. Inga underarter finns listade i Catalogue of Life.